# Пугович, Освальд
Освальд Пугович (латыш. Osvalds Pugovičs; род. 16 июля 1963, Рига) — советский и латвийский химик.

## Биография
В 1986 году окончил химический факультет Латвийского университета. В 1998 году защитил докторскую диссертацию в Латвийском университете. С 1986 года работает в Институте органического синтеза Латвии. 
С 2015 года руководитель Института органического синтеза Латвии.

## Научные достижения
Автор более 60 научных трудов и 25 патентов.

## Награды
- Офицер ордена Трёх звёзд (2023)[1].
- Лауреат награды Соломона Гиллера.